# Serhat Arslan
Serhat Evren Arslan (ur. 1992) – turecki zapaśnik walczący w stylu wolnym. Ósmy w Pucharze Świata w 2019 roku. 